# Park Narodowy Biscayne

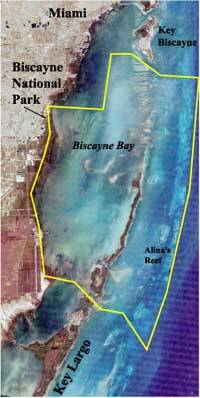
Granice parku na zdjęciu satelitarnym

Park Narodowy Biscayne (ang. Biscayne National Park) – park narodowy położony w południowej części stanu Floryda w Stanach Zjednoczonych. Utworzony 28 czerwca 1980 na powierzchni 700 km². 95% powierzchni parku zajmuje woda (większa część zatoki Biscayne oraz fragment otwartego Oceanu Atlantyckiego).

## Fauna i flora
Na terenie Parku Narodowego Biscayne występuje wiele dzikich gatunków, wśród których można wymienić:  kaszalota, wala biskajskiego, finwala, butlonosa, żarłacza ostronosego, żarłacza tępogłowego, żarłacza ciemnoskórego, żarłacza tygrysiego, szopa, lisa wirginijskiego, rysia rudego, kilka gatunków pelikana. Park ten chroni też lasy namorzynowe.

## Turystyka
Główną atrakcją parku jest nurkowanie w zatoce. Ponadto możliwy jest rejs specjalną łodzią ze szklanym dnem. Można również wypożyczyć kajaki.